# Birskij rajon
Il Birskij rajon (in russo Бирский район?) è un municipal'nyj rajon della Repubblica della Baschiria, nella Russia europea.